# Open 13 2007 - Qualificazioni singolare
Le qualificazioni del singolare  dell'Open 13 2007 sono state un torneo di tennis preliminare per accedere alla fase finale della manifestazione. I vincitori dell'ultimo turno sono entrati di diritto nel tabellone principale. In caso di ritiro di uno o più giocatori aventi diritto a questi sono subentrati i lucky loser, ossia i giocatori che hanno perso nell'ultimo turno ma che avevano una classifica più alta rispetto agli altri partecipanti che avevano comunque perso nel turno finale.
Le qualificazioni del torneo Open 13  2007 prevedevano 32 partecipanti di cui 4 sono entrati nel tabellone principale.

## Teste di serie
1. Radek Štěpánek (Qualificato)
2. Nicolas Mahut (Qualificato)
3. Iván Navarro (primo turno)
4. Robin Vik (secondo turno)

1. Oliver Marach (primo turno)
2. Federico Luzzi (primo turno)
3. Robin Haase (secondo turno)
4. Denis Gremelmayr (secondo turno)

## Qualificati
1. Radek Štěpánek
2. Nicolas Mahut

1. Cyril Saulnier
2. Jesse Huta Galung

## Tabellone

### Legenda
| - Q = Qualificato - WC = Wild card - LL = Lucky loser | - ALT = Alternate - SE = Special Exempt - PR = Protected Ranking | - w/o = Walkover - r = Ritirato - d = Squalificato |

### Sezione 1
|  | Primo turno       | Primo turno       | Primo turno    | Primo turno | Primo turno |  |  | Secondo turno     | Secondo turno     | Secondo turno  | Secondo turno  | Secondo turno  |   |   | Ultimo turno | Ultimo turno   | Ultimo turno   | Ultimo turno | Ultimo turno |  |
|  |                   |                   |                |             |             |  |  |                   |                   |                |                |                |   |   |              |                |                |              |              |  |
|  | 1                 | Radek Štěpánek    | Radek Štěpánek | 6           | 7           |  |  |                   |                   |                |                |                |   |   |              |                |                |              |              |  |
|  |                   | Pavol Cervenak    | Pavol Cervenak | 2           | 6           |  |  | 1                 | Radek Štěpánek    | Radek Štěpánek | 7              | 6              |   |   |              |                |                |              |              |  |
|  | Grégory Carraz    | Grégory Carraz    | Grégory Carraz | 7           | 6           |  |  |                   | Grégory Carraz    | Grégory Carraz | 5              | 2              |   |   |              |                |                |              |              |  |
|  | Orest Tereščuk    | Orest Tereščuk    | Orest Tereščuk | 63          | 4           |  |  |                   |                   |                |                |                |   |   | 1            | Radek Štěpánek | Radek Štěpánek | 6            | 6            |  |
|  | Laurent Recouderc | Laurent Recouderc | 6              | 5           | 6           |  |  |                   |                   |                | Andrej Golubev | Andrej Golubev | 4 | 4 |              |                |                |              |              |  |
|  | Lamine Ouahab     | Lamine Ouahab     | 3              | 7           | 3           |  |  | Laurent Recouderc | Laurent Recouderc | 6              | 4              | 2              |   |   |              |                |                |              |              |  |
|  |                   | Andrej Golubev    | 6              | 2           | 6           |  |  | Andrej Golubev    | Andrej Golubev    | 1              | 6              | 6              |   |   |              |                |                |              |              |  |
|  | 5                 | Oliver Marach     | 4              | 6           | 1           |  |  |                   |                   |                |                |                |   |   |              |                |                |              |              |  |

### Sezione 2
|  | Primo turno      | Primo turno            | Primo turno          | Primo turno | Primo turno |  |  | Secondo turno | Secondo turno    | Secondo turno    | Secondo turno | Secondo turno |   |   | Ultimo turno | Ultimo turno  | Ultimo turno  | Ultimo turno | Ultimo turno |  |
|  |                  |                        |                      |             |             |  |  |               |                  |                  |               |               |   |   |              |               |               |              |              |  |
|  | 2                | Nicolas Mahut          | Nicolas Mahut        | 7           | 6           |  |  |               |                  |                  |               |               |   |   |              |               |               |              |              |  |
|  |                  | Sébastien de Chaunac   | Sébastien de Chaunac | 63          | 3           |  |  | 2             | Nicolas Mahut    | Nicolas Mahut    | 6             | 6             |   |   |              |               |               |              |              |  |
|  | Thiemo De Bakker | Thiemo De Bakker       | Thiemo De Bakker     | 6           | 7           |  |  |               | Thiemo De Bakker | Thiemo De Bakker | 4             | 4             |   |   |              |               |               |              |              |  |
|  | Rodolphe Cadart  | Rodolphe Cadart        | Rodolphe Cadart      | 2           | 5           |  |  |               |                  |                  |               |               |   |   | 2            | Nicolas Mahut | Nicolas Mahut | 6            | 6            |  |
|  | George Bastl     | George Bastl           | 6                    | 5           | 6           |  |  |               |                  |                  | George Bastl  | George Bastl  | 3 | 1 |              |               |               |              |              |  |
|  | Lars Burgsmüller | Lars Burgsmüller       | 1                    | 7           | 4           |  |  |               | George Bastl     | George Bastl     | 6             | 6             |   |   |              |               |               |              |              |  |
|  | 7                | Robin Haase            | 1                    | 7           | 6           |  |  | 7             | Robin Haase      | Robin Haase      | 3             | 4             |   |   |              |               |               |              |              |  |
|  |                  | Édouard Roger-Vasselin | 6                    | 65          | 4           |  |  |               |                  |                  |               |               |   |   |              |               |               |              |              |  |

### Sezione 3
|  | Primo turno       | Primo turno         | Primo turno         | Primo turno | Primo turno |  |  | Secondo turno       | Secondo turno       | Secondo turno       | Secondo turno  | Secondo turno  |   |   | Ultimo turno      | Ultimo turno      | Ultimo turno      | Ultimo turno | Ultimo turno |  |
|  |                   |                     |                     |             |             |  |  |                     |                     |                     |                |                |   |   |                   |                   |                   |              |              |  |
|  |                   | Alexandre Sidorenko | Alexandre Sidorenko | 6           | 7           |  |  |                     |                     |                     |                |                |   |   |                   |                   |                   |              |              |  |
|  | 3                 | Iván Navarro        | Iván Navarro        | 3           | 63          |  |  | Alexandre Sidorenko | Alexandre Sidorenko | Alexandre Sidorenko | 4              | 4              |   |   |                   |                   |                   |              |              |  |
|  | Jonathan Eysseric | Jonathan Eysseric   | Jonathan Eysseric   | 6           | 6           |  |  | Jonathan Eysseric   | Jonathan Eysseric   | Jonathan Eysseric   | 6              | 6              |   |   |                   |                   |                   |              |              |  |
|  | Andis Juška       | Andis Juška         | Andis Juška         | 4           | 3           |  |  |                     |                     |                     |                |                |   |   | Jonathan Eysseric | Jonathan Eysseric | Jonathan Eysseric | 6            | 65           |  |
|  | Cyril Saulnier    | Cyril Saulnier      | Cyril Saulnier      | 6           | 6           |  |  |                     |                     | Cyril Saulnier      | Cyril Saulnier | Cyril Saulnier | 7 | 7 |                   |                   |                   |              |              |  |
|  | Nicolas Tourte    | Nicolas Tourte      | Nicolas Tourte      | 0           | 3           |  |  |                     | Cyril Saulnier      | Cyril Saulnier      | 7              | 6              |   |   |                   |                   |                   |              |              |  |
|  | 8                 | Denis Gremelmayr    | Denis Gremelmayr    | 6           | 6           |  |  | 8                   | Denis Gremelmayr    | Denis Gremelmayr    | 65             | 4              |   |   |                   |                   |                   |              |              |  |
|  |                   | Mikhail Ledovskikh  | Mikhail Ledovskikh  | 4           | 3           |  |  |                     |                     |                     |                |                |   |   |                   |                   |                   |              |              |  |

### Sezione 4
|  | Primo turno          | Primo turno          | Primo turno          | Primo turno | Primo turno |  |  | Secondo turno     | Secondo turno     | Secondo turno     | Secondo turno     | Secondo turno     |   |   | Ultimo turno  | Ultimo turno  | Ultimo turno  | Ultimo turno | Ultimo turno |  |
|  |                      |                      |                      |             |             |  |  |                   |                   |                   |                   |                   |   |   |               |               |               |              |              |  |
|  | 4                    | Robin Vik            | 7                    | 4           | 6           |  |  |                   |                   |                   |                   |                   |   |   |               |               |               |              |              |  |
|  |                      | Thomas Oger          | 5                    | 6           | 3           |  |  | 4                 | Robin Vik         | 6                 | 3                 | 4                 |   |   |               |               |               |              |              |  |
|  | Jérémy Chardy        | Jérémy Chardy        | Jérémy Chardy        | 6           | 6           |  |  |                   | Jérémy Chardy     | 2                 | 6                 | 6                 |   |   |               |               |               |              |              |  |
|  | Illja Marčenko       | Illja Marčenko       | Illja Marčenko       | 1           | 3           |  |  |                   |                   |                   |                   |                   |   |   | Jérémy Chardy | Jérémy Chardy | Jérémy Chardy | 63           | 4            |  |
|  | Jesse Huta Galung    | Jesse Huta Galung    | Jesse Huta Galung    | 7           | 6           |  |  |                   |                   | Jesse Huta Galung | Jesse Huta Galung | Jesse Huta Galung | 7 | 6 |               |               |               |              |              |  |
|  | Marc Fornell-Mestres | Marc Fornell-Mestres | Marc Fornell-Mestres | 62          | 0           |  |  | Jesse Huta Galung | Jesse Huta Galung | 5                 | 6                 | 7                 |   |   |               |               |               |              |              |  |
|  |                      | Dominik Meffert      | Dominik Meffert      | 6           | 2           |  |  | Dominik Meffert   | Dominik Meffert   | 7                 | 4                 | 5                 |   |   |               |               |               |              |              |  |
|  | 6                    | Federico Luzzi       | Federico Luzzi       | 2           | 0r          |  |  |                   |                   |                   |                   |                   |   |   |               |               |               |              |              |  |